# گوس-خروستالنی
شهر گوس-خروستالنی (به روسی: Гусь-Хрустальный) در کشور روسیه و در اوبلاست ولادیمیر واقع شده‌است.